# Un Nuevo Tiempo
Un Nuevo Tiempo (también conocido por sus siglas; UNT) es un partido político venezolano de centroizquierda, enmarcado dentro de la tendencia de la democracia social. Fue fundado en 1999 como un movimiento político regional zuliano con políticos provenientes de Acción Democrática, en 2006 logró establecerse como una organización de alcance nacional. Actualmente es uno de los principales partidos venezolanos. Utiliza el color azul, rojo y blanco, bajo el lema Es Democracia Social, aunque también utiliza simultáneamente El Buen Gobierno. Forma parte de la coalición opositora Mesa de la Unidad Democrática (MUD).
Su fundador es Manuel Rosales, aunque también destacan Pablo Pérez Álvarez, Eveling Trejo de Rosales, Enrique Márquez, Luis Manuel Esculpi, Diego Bautista Urbaneja, Arístides Hospedales, Luis Emilio Rondón, Omar Barboza, Pompeyo Márquez  entre otros.
Barboza fue presidente de la Asamblea Nacional de Venezuela en 2018.
En las elecciones parlamentarias, realizadas en septiembre de 2010, Un Nuevo Tiempo obtuvo 998.606 votos, lo que representa el 8.83% de los votos válidos y lo convirtió en el segundo partido venezolano más votado tras el oficialista PSUV, así como el primer partido de la coalición opositora MUD, al acaparar el 18.72% de los votos de la misma.

## Historia

Votos de la oposición en las elecciones presidenciales de 2006. Mayoría de un partido por Estado.

Un Nuevo Tiempo fue constituido en 1999, con disidentes del partido Acción Democrática del Estado Zulia, desde entonces comenzó a fortalecerse en esa región para presentar sus propios candidatos en las elecciones regionales de 2000. Desde esos comicios logró convertirse en la principal fuerza regional del Zulia, obteniendo de manera consecutiva la gobernación de dicho Estado en las elecciones de 2000, 2004 y 2008, así como la alcaldía de Maracaibo, capital de la entidad en 2000 y 2008. También ha logrado representación en el Consejo Legislativo (Parlamento Regional) de este Estado y representación en la Asamblea Nacional de Venezuela, además de conseguir numerosas alcaldías y concejales en toda la geografía estatal, rivalizando primero con el partido de gobierno MVR y luego con el PSUV.
En las elecciones parlamentarias de 2005, decidieron a último momento retirar sus candidaturas a diputados por considerar que no había condiciones transparentes para participar en el proceso comicial, quedando sin representación nacional.
A mediados de 2006 Manuel Rosales llevó a Un Nuevo Tiempo a disputar a nivel nacional el derecho de representar a la mayor parte de la oposición venezolana, en las elecciones presidenciales de ese año. Sus principales competidores dentro de la oposición fueron el precandidato Julio Borges de Primero Justicia y otros independientes como Teodoro Petkoff, logrando al final imponerse sobre estos otros para formar una coalición de partidos políticos opositores que enfrentase a, en aquel entonces candidato y ahora fallecido Presidente Hugo Chávez.

### Crecimiento y fusión
Para poder participar en las elecciones presidenciales del 3 de diciembre de 2006 se convirtió en partido nacional apoyando al entonces Gobernador del Zulia, Manuel Rosales, y se posicionó como el primer partido de la oposición y el segundo más votado del país, al obtener 1.555.362 votos (13.37%), siendo el primer rival (a pesar de ser triplicado en sufragios) para el partido izquierdista y oficialista Movimiento V República, que obtuvo 4.845.480 votos (41,66%).
A principios de 2007 el partido Polo Democrático anuncia su disolución para incorporarse a Un Nuevo Tiempo, poco después el 20 de enero de 2007 el partido Izquierda Democrática anuncia públicamente su incorporación a UNT, y luego la mayoría de los dirigentes de Un Solo Pueblo, se dan de baja para ingresar también al partido.
El proceso de consolidación partidaria continúo cuando se constituye y juramenta el 3 de marzo de 2007 su primera estructura formal en la ciudad de Caracas, la Comisión Organizadora Nacional. El mismo día también se incorporan importantes políticos venidos de otros partidos como Alfonso Marquina y Pedro Pablo Alcántara, de Acción Democrática (AD); Leopoldo López Mendoza, Gerardo Blyde, Delsa Solórzano y Liliana Hernández, de Primero Justicia (PJ); Julio Montoya y Carlos Tablante del Movimiento al Socialismo (MAS); Enrique Márquez y Elías Matta de La Causa R; Luis Manuel Esculpi y Vicente Bello de Izquierda Democrática y José Luis Farías del Partido Solidaridad. Así mismo, numerosos independientes como Enrique Ochoa Antich, Diego Bautista Urbaneja y Arístides Hospedales quienes procedían del Comando de Campaña de Teodoro Petkoff. Todos estos pasan a ocupar cargos importantes dentro del movimiento.

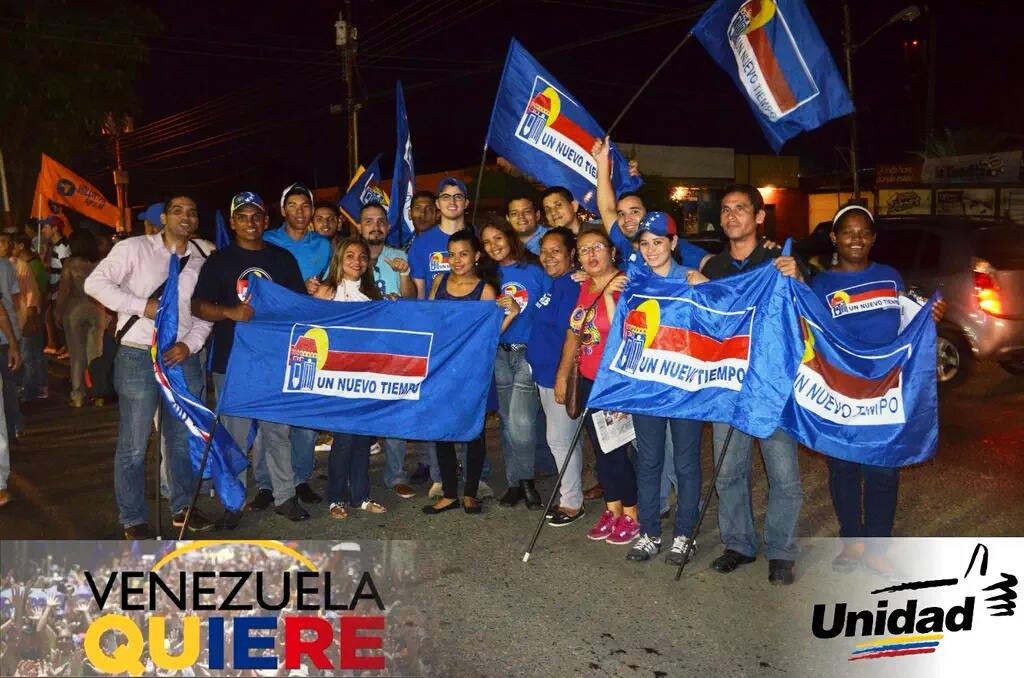
Miembros de Un Nuevo Tiempo.

En noviembre de 2007 se presenta como uno de los partidos para promover la opción del No para rechazar el Proyecto de Reforma Constitucional 2007 en Venezuela, siendo ésta postura la vencedora en el Referendo de ese año. Después de ello pasó a formar parte de la coalición opositora denominada Unidad Nacional, con la intención de presentar candidatos unitarios para las elecciones regionales de 2008, así como presentar un programa de visión de país enmarcado dentro de un documento denominado Acuerdo de Unidad Nacional.
En esas elecciones regionales UNT logró consolidarse como primera fuerza política del Zulia, siendo el único partido distinto al PSUV en ser el más votado en un estado, además de ser el partido opositor más votado en el estado Trujillo y en buena parte de Caracas, en los municipios Libertador, Baruta y El Hatillo.
Un Nuevo Tiempo participó en la Coalición Nacional de Partidos por el «NO», en la consulta efectuada el domingo 15 de febrero para desestimar o aprobar la reforma de una serie de artículos en la Constitución Nacional (que data de 1999) para posibilitar la reelección indefinida de los cargos de elección popular.  En dicho referéndum triunfó la opción del «Sí» defendida por el presidente Hugo Chávez y el PSUV.
UNT es el principal partido de oposición, y el primero más votado a nivel nacional en las últimas elecciones parlamentarias. Además desempeña un papel clave dentro de la Plataforma Unitaria Democrática, que reúne a los principales partidos de oposición en Venezuela. En preparación para las elecciones presidenciales de 2024, UNT ha unido fuerzas con otros partidos para respaldar a candidatos alternativos que representen los ideales democráticos frente al gobierno de Nicolás Maduro. A través de esta coalición, UNT contribuye a coordinar esfuerzos y a estructurar una estrategia unificada de oposición.

Porcentaje de votos de UNT dentro de la coalición opositora en las elecciones regionales de Venezuela de 2004. UNT era un partido regional zuliano entonces.
Porcentaje de votos de UNT dentro de la coalición opositora en las elecciones presidenciales de Venezuela de 2006.
Porcentaje de votos de UNT dentro de la coalición opositora en las elecciones regionales de Venezuela de 2008. El estado Amazonas (en gris), no participó.
Porcentaje de votos de UNT dentro de la coalición opositora en las elecciones parlamentarias de Venezuela de 2010.

### Fisuras
Tras la salida forzada al exilio del líder y fundador del Partido Manuel Rosales, el partido sufrió algunos golpes y caídas, lo que para algunos significó la falta de un liderazgo único, ya que los liderazgos se vieron representados en diferentes figuras como Delsa Solórzano, Julio Montoya, Alfonso Marquina, Gerardo Blyde, Pablo Pérez, Eveling Trejo de Rosales y Omar Barboza, lo cual llevó a confrontaciones y disputas a causa de diferencias regionales e ideológicas, lo que llevó a la salida de sus filas de dirigentes como Julio Montoya y Alfonso Marquina, sin embargo previó a esto el partido sufrió algunas fisuras importantes como la ocurrida en 2009 cuando Leopoldo López Mendoza quien fuese expulsado del partido organizará un Movimiento Político denominado Voluntad Popular junto a algunos líderes de base como de la tolda neotempista.

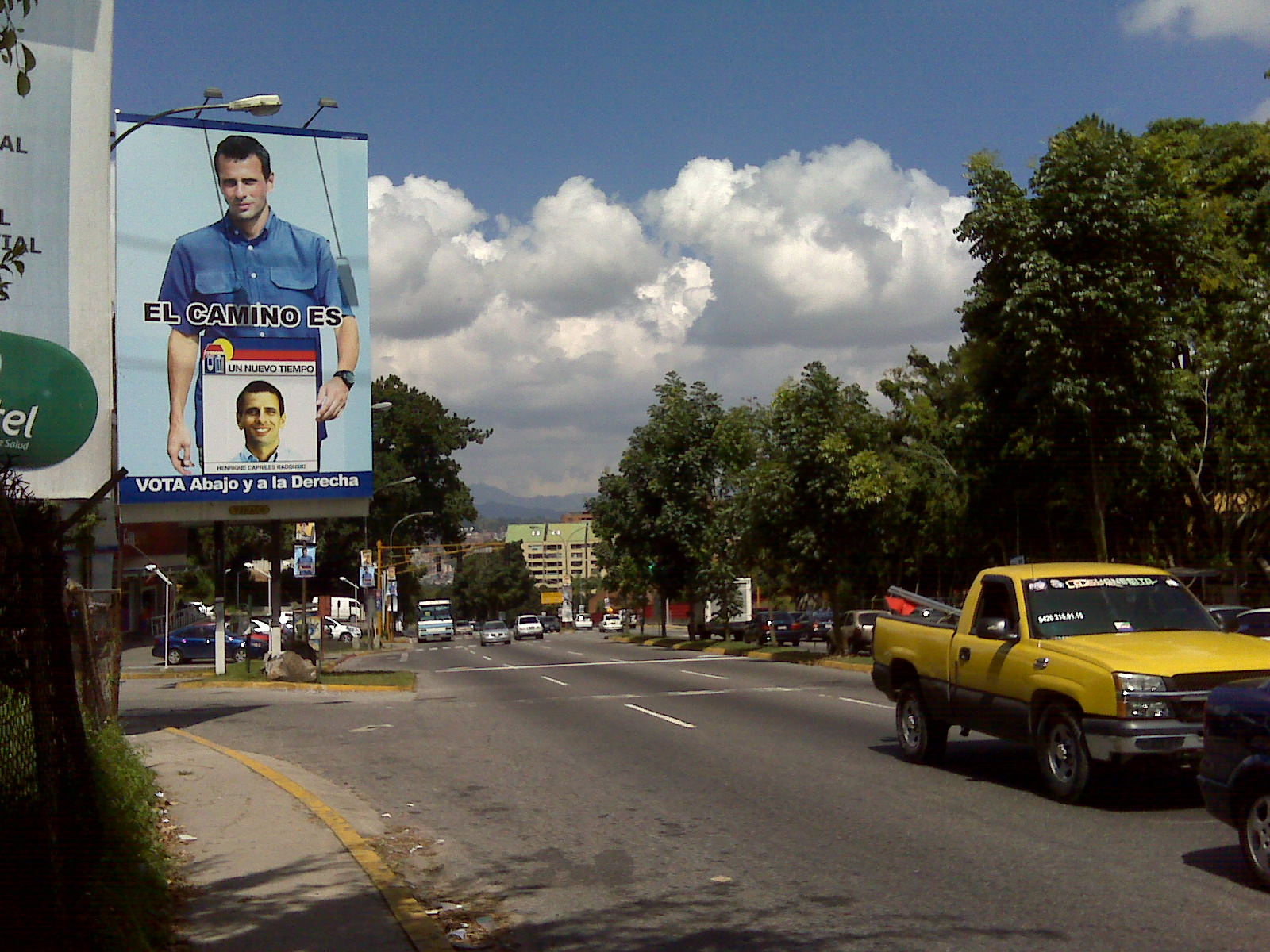
Propaganda de UNT en apoyo de Henrique Capriles.

En el año 2012 un grupo de parlamentarios suplentes a la Asamblea Nacional como Ricardo Sánchez, Carlos Vargas y Andrés Álvarez se retiraron de sus filas por diferencias no solo con el partido, sino con el bloque opositor de la Mesa de la Unidad Democrática, mientras que en el año 2014 el diputado Hiram Gaviria anuncia su retiro tanto del partido como del Parlamento Nacional.

## Estructura
- Comisión Organizadora Nacional:
- Presidente Fundador: Manuel Rosales
- Primera Vicepresidente:
- Segundo Vicepresidente:
- Coordinador General Nacional
- Miembros del Consejo Consultivo Nacional
- Secretario Nacional Legislativo y Parlamentario
- Secretario Nacional de Política y Estrategia
- Secretario Nacional de Organización : Angelo Palmieri
- Secretario Nacional de Políticas Públicas
- Secretario Nacional de Asuntos Municipales
- Secretario Nacional Electoral
- Secretario de Asuntos Internacionales
- Coordinador Profesionales y Técnicos
- Coordinador de Educación
- Coordinador de Trabajadores
- Coordinador de Asuntos LGBTI
- Coordinador JDS
- Coordinadora Fuerza Femenina
- Coordinador Asuntos Universitarios y Técnicos
- Coordinador Política Ambiental
- Coordinador Productores y Emprendedores
- Coordinador de Salud y Bienestar Humano
- Coordinador de UNT Solidario
- Coordinador de Derechos Humanos y Defensoría Ciudadana
- Fundación Democracia Social
- Secretarios(as) Políticos(as): Vicente Bello / Ana Alves Goicetti / Gabriela Torrijos / Stalin González / José Luis Farias / Naremi Silva /

### Organización regional
Las federaciones estadales de UNT están dirigidas por Comisiones Organizadoras Estadales (COE), que poseen una estructura bastante similar a la del nivel nacional del partido. Algunos de los dirigentes de Un Nuevo Tiempo a nivel estadal son:
| Estado            | Presidente                    | Secretario General    |
| ----------------- | ----------------------------- | --------------------- |
| Amazonas          | Ángel Ricardo Olivo           | Andrés García Matos   |
| Estado Anzoátegui | Vacante                       | Jorge Lepage          |
| Apure             | Nelsón Martínez               | Julio Pino            |
| Aragua            | Julio Cesar "Pocho" Requena   |                       |
| Barinas           | Antonio Bastidas              | Rafael Enrique Riera  |
| Bolívar           | Luis Manuel Esculpi           | Grecia Cabrices       |
| Carabobo          | Ylidio Abreu                  | Francisco Pérez Lugo  |
| Cojedes           | Luis Hernández                | Luis Villanueva       |
| Delta Amacuro     | Maris Cotúa de Marcano        | Alonso Arias          |
| Caracas           | Jose Gregario Caribas         |                       |
| Falcón            | Victor Jurado                 | Ricardo Aponte        |
| Guárico           | Douglas González              | Ricardo García        |
| Lara              | Lorenzo Monasterios           | Guillermo Palacios    |
| La Guaira         | César Alonso                  | Héctor Mendoza        |
| Mérida            | Luis Loaiza                   | Carlos Ramos          |
| Miranda           | José Luis Rodríguez Fernández | Rosiris Toro          |
| Monagas           | Wilfredo Febres               | Ángel Aristimuño      |
| Nueva Esparta     | Orlando Ávila                 | Nicola Penna          |
| Portuguesa        | Edgar Rivero                  | Jesús Orlando Perozo  |
| Sucre             | Denncis Pazos                 | Stephen Ferrer        |
| Táchira           | Wladimir Vivas                | William Forero        |
| Trujillo          | Fray Roa                      | Libio Rondón          |
| Yaracuy           | Ricardo Mendoza               | Jose de la Cruz Reyes |
| Zulia             | Nora Cecilia Bracho           | Carlos Dickson        |
| Guayana Esequiba  | por definir                   | por definir           |

## Ideología política
UNT se define ideológicamente como un partido político que aboga por la "Democracia Social". Tras la conformación de la Comisión Coordinadora del partido, Demetrio Broesner, histórico político progresista, fue nombrado Coordinador del Congreso Ideológico y Programático de Un Nuevo Tiempo. En su documento programático, el partido se identificó como progresista e izquierdista democrático, y estableció como sus antecesores directos a los partidos políticos opuestos a la dictadura de Juan Vicente Gómez, a Acción Democrática y al Movimiento al Socialismo. Reconoce los éxitos de los cincuenta años de democracia a la vez que critica que en este período no se "alcanzó en ningún momento el nivel de una sistemática promoción de la calidad de vida mediante la participación en busca de una equidad siempre creciente". Igualmente, en el documento elaborado por Demetrio Broesner, se establece las prioridades del esfuerzo del partido en diferentes materias y temas:

## Resumen electoral

### Presidenciales
|  | 13.37 % |

|  | 36.90 % |

|  | 8.08 % |

|  | 44.31 % |

|  | 49.12 % |

|  | 3.03 % |

|  | 67.08 % |

### Parlamentarias
|  | 1.75 % |

|  | 7.0 % |

|  | 5,18 % |

### Regionales
|  | 4.69 % |

|  | 10.99 % |

|  | 6.99 % |

|  | 2.24 % |

|  | 36.2 % |

|  | 5,18 % |